# Dysschema humeralis
Dysschema humeralis là một loài bướm đêm thuộc phân họ Arctiinae, họ Erebidae.